# Il ritorno del mago di Oz
Il ritorno del mago di Oz (Dorothy and the Wizard in Oz, 1908) è un romanzo scritto da Lyman Frank Baum e pubblicato in Italia da Robin Edizioni nel 2011. Quarto capitolo della serie di Oz (e uno dei quattordici scritti dall'autore originale), come il precedente è ambientato solo in parte nel paese di Oz. Scritto poco dopo il terremoto di San Francisco del 1906, prende avvio con Dorothy Gale che sprofonda in un mondo sotterraneo a seguito di in terremoto in California. L'avventura che ne segue, la porterà a incontrare nuovamente il Mago di Oz che non aveva più visto dalla partenza della mongolfiera al termine de Il meraviglioso mago di Oz. Nel corso della storia appaiono altri personaggi ricorrenti della serie (come Ozma, regina di Oz) e ne vengono introdotti di nuovi: un lontano parente di Dorothy, Zeb e la gattina Eureka,, che ritornerà in altre avventure ambientate nel mondo fantastico creato da Baum.
Il libro è dedicato alla sorella maggiore dell'autore, Harriet Alvena Baum Neal.

## Trama
La vicenda si colloca temporalmente alcuni mesi dopo gli eventi narrati nel terzo volume della serie: il soggiorno in Australia di Dorothy si è appena concluso e lei e lo zio Henry stanno tornando a casa. Sulla via del ritorno, la bambina aveva fatto una deviazione per recarsi a far visita a degli amici di San Francisco, portando con sé la gatta Eureka, ed ora sta raggiungendo in treno lo zio che era andato a trovare, a sua volta, dei cugini di nome Hugson, proprietari di un ranch in California. Incaricato di prendere Dorothy alla stazione, è Zebediah (detto Zeb), un ragazzino, nipote del cugino Hugson, che lavora nel ranch.
Diretti dagli Hugson, vengono colti da una scossa di terremoto e il calesse su cui si trovano, trainato da un cavallo di nome Jim, precipita in una voragine apertasi sotto di loro.
Il calesse atterra a Magabù, una terra fatata in cui Eureka e Jim sono in grado di parlare. In questo luogo tutti gli edifici sono fatti di cristallo e crescono dal terreno, così come gli stessi abitanti, che sono fatti di verdura, anziché di carne. I quattro non vengono accolti benevolmente dalla gente del posto, perché ritenuti responsabili della Pioggia di Pietre che ha colpito la loro terra (causata, in realtà, dal terremoto).

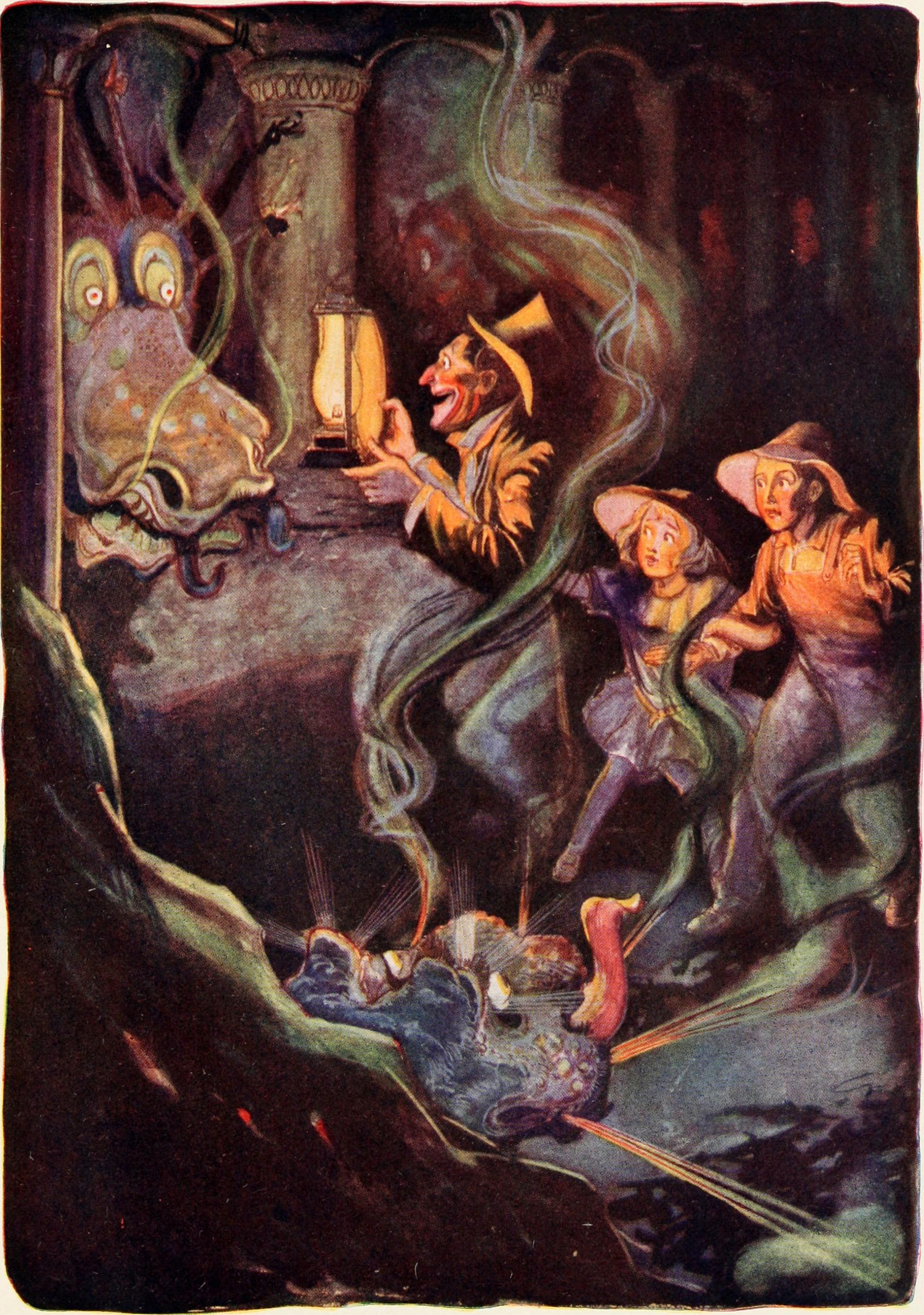
Verso Oz acquarello di John R. Neill, 1908

Quando stanno per essere condannati a morte, dal cielo atterra una mongolfiera, a bordo della quale si trova il Mago di Oz. Questi affronta il mago locale, Gwig, e lo sconfigge, ricevendo dal principe di Magabù la funzione di Mago temporaneo (in attesa che un nuovo mago sia pronto per essere còlto). Dorothy intuisce che la nuova principessa sia ormai matura e riesce a coglierla dal cespuglio reale di Magabù, ma neanche l'esilio del principe e l'avvento al trono della nuova sovrana riesce ad annullare la loro condanna a morte.
I cinque progettano quindi la fuga, diretti in un posto meno in profondità, dove la forza di gravità sia maggiore e i Magabù non li possano raggiungere.
Intraprendono un viaggio avventuroso, attraversando valli i cui abitanti utilizzano l'invisibilità per proteggersi dagli orsi, montagne abitate da personaggi molto particolari, sfuggono alla prigionia dei terribili Gargoyles fino a ritrovarsi in una grotta dalla quale è impossibile uscire. Dorothy propone allora di contattare Ozma, perché li trasporti ad Oz usando i poteri della cintura magica, rubata al re dei Momi in Ozma, regina di Oz.
Nella Città di Smeraldo, grandi festeggiamenti accolgono l'arrivo di Dorothy. Eureka, invece, subisce un processo con l'accusa di essersi mangiata il porcellino della regina. Nonostante la gatta si rifiuti di ammettere che l'animale sia vivo e vegeto, alla fine la sua innocenza viene comunque provata. Zeb ha molto apprezzato il soggiorno ad Oz, ma si sente fuori posto nel regno incantato; Ozma utilizza nuovamente la cintura magica per rispedirlo insieme a Jim in California, mentre Dorothy ed Eureka ritornano nel Kansas. Il Mago, invece, decide di stabilirsi permanentemente ad Oz.

### Edizioni
- L. Frank Baum, Dorothy and the Wizard in Oz, Reilly & Britton, 1908.
- L. Frank Baum, Il ritorno del mago di Oz, traduzione di Cecilia Martini, illustrazioni di Lilia Munasypova, Robin, 2011, ISBN 978-88-7371-839-0.

### Fonti critiche
- (EN) Michael O. Riley, Oz and Beyond: The Fantasy World of L. Frank Baum, University Press of Kansas, 1997,  pp. 241-44, ISBN 0-7006-0832-X.
- (EN) Katharine M. Rogers, L. Frank Baum: Creator of Oz, New York, St. Martin's Press, 2002,  pp. 160-1, ISBN 0-312-30174-X.